# Karwosieki-Noskowice
Karwosieki-Noskowice (prononciation : [karvɔˈɕɛki nɔskɔˈvit͡sɛ]) est un village polonais de la gmina de Brudzeń Duży dans le powiat de Płock de la voïvodie de Mazovie dans le centre-est de la Pologne.
Il se situe à environ 5 kilomètres à l'est de Brudzeń Duży (siège de la gmina), 17 kilomètres au nord-ouest de Płock (siège du powiat) et à 110 kilomètres au nord-ouest de Varsovie (capitale de la Pologne).
Le village compte approximativement une population de 101 habitants en 2006.

## Histoire
De 1975 à 1998, le village appartenait administrativement à la voïvodie de Płock.